# 헤이스터 나선판막
헤이스터 나선판막(spiral valves of Heister) 또는 나선주름은 쓸개주머니관 내부의 점막에 위치한 판막 또는 주름이다. 쓸개주머니관은 쓸개를 온쓸개관으로 연결하는 관이다.
헤이스터 나선판막은 기저의 평활근 섬유에 의해 지지되고 있다. 나선판막의 역할에 대해서는 불명확한 점들이 남아 있다. 역사적으로 의사들은 나선판막이 쓸개즙이 쓸개를 오가는 것을 돕고 쓸개가 팽창하는 정도를 조절한다고 생각해 왔다.
나선판막이 존재하고 쓸개주머니관이 꼬여 있기 때문에 쓸개주머니관으로 내시경이나 카테터를 집어넣는 것은 극도로 어렵다. 또한 나선판막이 열상에 취약하다는 점은 수술적으로 길을 뚫는 것에 큰 장애물이 된다. 기술이 발달하며 이러한 시술이나 수술이 가능하게 되었다. 이름은 독일의 해부학자인 로렌츠 헤이스터 (1683–1758)에서 따왔다.

## 영상
초음파에서 헤이스터 나선판막은 반사성(echogenic)으로 나타난다.

## 추가 자료
- Turner, Mary Ann; Fulcher, Ann S. (2001). “The Cystic Duct: Normal Anatomy and Disease Processes”. 《RadioGraphics》 21 (1): 3–22; questionnaire 288–94. doi:10.1148/radiographics.21.1.g01ja093. PMID 11158640.
- Meilstrup, J W; Hopper, K D; Thieme, G A (1991). “Imaging of gallbladder variants”. 《American Journal of Roentgenology》 157 (6): 1205–8. doi:10.2214/ajr.157.6.1950867. PMID 1950867.